# Феррем (Вірджинія)
Феррем (англ. Ferrum) — переписна місцевість (CDP) в США, в окрузі Франклін штату Вірджинія. Населення — 1827 осіб (2020).

## Географія
Феррем розташований за координатами 36°56′0″ пн. ш. 80°0′32″ зх. д. / 36.93333° пн. ш. 80.00889° зх. д. (36.933210, -80.008818).  За даними Бюро перепису населення США в 2010 році переписна місцевість мала площу 23,73 км², з яких 23,70 км² — суходіл та 0,03 км² — водойми.

## Демографія
Згідно з переписом 2010 року, у переписній місцевості мешкали 2043 особи в 433 домогосподарствах у складі 264 родин. Густота населення становила 86 осіб/км².  Було 534 помешкання (23/км²).
Расовий склад населення:
| - 69,5 % — білих - 21,7 % — чорних або афроамериканців - 0,6 % — корінних американців - 0,6 % — азіатів - 6,8 % — осіб інших рас |

До двох чи більше рас належало 0,7 %. Частка іспаномовних становила 3,4 % від усіх жителів.
За віковим діапазоном населення розподілялося таким чином: 11,4 % — особи молодші 18 років, 82,4 % — особи у віці 18—64 років, 6,2 % — особи у віці 65 років та старші. Медіана віку мешканця становила 21,0 року. На 100 осіб жіночої статі у переписній місцевості припадало 99,9 чоловіків;  на 100 жінок у віці від 18 років та старших — 103,3 чоловіків також старших 18 років.
Середній дохід на одне домашнє господарство  становив 51 684 долари США (медіана — 39 375), а середній дохід на одну сім'ю — 59 306 доларів (медіана — 45 042). Медіана доходів становила 33 021 долар для чоловіків та 29 750 доларів для жінок. За межею бідності перебувало 20,1 % осіб, у тому числі 18,6 % дітей у віці до 18 років та 0,0 % осіб у віці 65 років та старших.
Цивільне працевлаштоване населення становило 1012 особи. Основні галузі зайнятості: освіта, охорона здоров'я та соціальна допомога — 49,4 %, мистецтво, розваги та відпочинок — 23,2 %, виробництво — 7,9 %, роздрібна торгівля — 7,4 %.